# Bondekantaten
Bondekantaten är en av Johann Sebastian Bachs mest välkända profana kantater.
Den tyska titeln är Mer hahn en neue Oberkeet. Bachs originaltitel var dock Cantate burlesque. Texten är av Christian Friedrich Henrici, "Picander" kallad, och den skrevs den 30 augusti 1742. Kantaten har nummer BWV 212 i Bachs verkförteckning.
På tyska är sångtexten en hyllning till ölet, och husbonden som serverar det.
Den andra satsen är källan till musiken för den svenska sången Nu grönskar det.[källa behövs]

## Besättning
- En bonde (bas)
- Mieke, en bondhustru (sopran)
- Trestämmig stråkensemble (violin, viola och generalbas) och därtill i vissa satser travers, horn och ytterligare en violin.